# Stepinac i Židovi
Odmah po uspostavi Nezavisne države Hrvatske, ustaški je režim, potaknut od nacističke njemačke, počeo sustavni progon Židova, a kasnije i Roma (vidi članak Holokaust u NDH), kao i progon Srba. Katolička je crkva prosvjedovala protiv tih mjera, a osobito je agilan bio nadbiskup Alojzije Stepinac. Odlučno je osuđivao rasističku teoriju i na njoj zasnovanu praksu, te pokušavao pomoći u pojedinim slučajevima. U tome je imao samo ograničeni uspjeh, ali nekoliko stotina Židova je spašeno njegovim osobnim zalaganjem, kao i zalaganjem drugih svećenika i predstavnika Svete Stolice u NDH. Postoje zamjerke da ni on ni Katolička crkva u cjelini nisu učinili sve što su mogli i trebali.
Stepinac je osuđivao rasizam i prije rata, primjerice u propovijedi na Staru godinu 1938., u skladu s enciklikom Mit brenender Sorge iz 1937. u kojoj papa Pio XI. osuđuje rasizam i nacionalsocijalističko učenje uopće. (Goldstein, str. 42)
Tijekom rata se zauzeo za spašavanje mnogih Židova, te je ugledni zagrebački liječnik dr. Stjepan Steiner (koji je i sam bio Židov) iznio procjenu da je Stepinčevom zaslugom spašeno oko 400 zagrebačkih Židova.

## Stepinac i protivljenje nacističkom antisemitizmu prije II. svjetskog rata
Nacisti su i prije dolaska na vlast u Njemačkoj posve jasno deklarirali svoja antisemtiska stajališta, a 1935. godine su proglasili rasističke tzv. Nürnberške zakone usmjerene u prvom redu protiv Židova. Katolički teolozi su bili među prvim protivnicima nacističkog rasizma i nacizma uopće, te je u ožujku 1937. godine papa Pio XII. objavio i encikliku „Mit Brennender Sorge” s temeljitom kritikom cjelokupne nacističke ideologije - koja u tadašnjim političkim okolnostima u samoj Njemačkoj i čitavom svijetu međutim nije ozbiljno ugrozila nacistički režim, nego ozbiljnom progonu izložila Katoličku crkvu u Njemačkoj, kojoj su oduzete škole i zabranjen rad s mladima. Alojzije Stepinac u Zagrebu prihvaća časne sestre hrvatskog podrijetla koje su nacisti protjerali iz Njemačke, a pod svoju zaštitu uzima i njemačkog dominikanskog svećenika dr. Karla Stumpfa, koji se mora skrivati od nacista, te iz Zagreba nastavlja pisati protiv njemačkog režima. Stepinac i među bliskim suradnicima, i u javnim propovijedima govori tih godina protiv nacizma. Godine 1937. Alojzije Stepinac osniva Odbor za pomoć izbjeglicama iz Njemačke.

## Katolička crkva u Hrvatskoj i progoni Židova
Ubrzo nakon dolaska njemačke vojske u Zagreb, i prije nego što će u Zagreb 15. travnja 1941. godine pristići sam Ante Pavelić, njemački Gestapo dana 12. travnja 1941. god. vrši premetačinu prostorije Stepinčevog Odbora za pomoć izbjeglicama; njenu tajnicu Tereziju Škringer odvodi u zatvor u Graz gdje biva zatočena narednih 5 mjeseci. Knjige Odbora, koje bi nacistima pomogle otkriti izbjeglice i njihove pomagače, bile su pravovremeno spaljene. Bile su pretresene i prostorije Društva sv. Jeronima u Zagrebu, a bio je uhićen i urednik tog društva dr. Josip Andrić.
Nakon donošenja rasnih zakona u NDH u travnju 1941. i prvih progona Židova, Alojzije Stepinac je blisko surađivao s glavnim zagrebačkim rabinom Miroslavom Šalomom Freibergerom, nastojeći osigurati pomoć i zaštitu za Židove.
Kada je u veljači 1942. godine, u Zagreb stigao njemački časnik radi slanja više od 5.000 hrvatskih Židova (koji su se nalazili u Koncentracijskom logoru Jasenovac) u njemačke logore, te potom deportacije svih drugih Židova, predstavnik Svete Stolice opat Marcone i nadbiskup Stepinac su protestom kod vlasti NDH pokušali zaustaviti tu deportaciju. Vlasti NDH nisu htjele odbiti suradnju koju je Treći Reich tražio od njih, ali su ipak, odstupajući od njemačkih zahtjeva, naredile da se židovski konvertiti na kršćanstvo i Židovi koji su u braku s kršćanima izuzmu od deportacije. Opat Marcone je tih dana uspio od deportacije u logor spasiti manju grupu židovske djece, među njima djecu glavnog zagrebačkog rabina Miroslava Šaloma Freibergera, koje je preko Mađarske i Rumunjske uputio u Italiju. Alojzije Stepinac je, pak, dao sakriti dosta Židova u bolnici Sestara milosrdnica u Zagrebu.
Nakon toga se Alojzije Stepinac zauzima da od primjene rasnih zakona, koje je NDH donijela po uzoru na Njemačku, budu izuzete osobe židovskog podrijetla koje su prešle na kršćanstvo; tako je katolička crkva činila i drugdje u Europi. Također je i drugdje u Europi Katolička crkva potajice spašavala Židove; činio je tako i Alojzije Stepinac. Zapravo je činjenica, da je Katolička ckrva jedino u Nizozemskoj posve otvoreno stala u zaštitu Židova, ali da se nakon toga baš u Nizozemskoj bilježi najviši postotak Židova koji su deportirani u logore smrti. Ukupno je diljem Europe tajnim djelovanjem Katoličke crkve spašeno, prema nekim procjenama, oko 860.000 Židova. Inače je Eugenio Pacelli, budući papa Pio XII., tijekom svoje službe kao državni tajnik Svete Stolice (1930. – 1939.) uputio čak 55 službenih protesta protiv ideološki motiviranih postupaka njemačkog nacističkog režima, te je 1938. godine javno ponovio riječi Pija XI. da je „za kršćanina nemoguće da sudjeluje u antisemitizmu. Antisemitizam je nedopustiv, u duhovnom smo smislu svi mi Semiti”. Nakon što je postao papom, Pio XII. je u svojoj prvoj enciklici Summi Pontificatus od 20. listopada 1939. god. ponovio crkveno naučavanje protiv rasizma i totalitarizma. Esther Gitman navodi da se Alojzije Stepinac bio zauzeo da znatni broj židovskih obitelji koji se 1942. godine sklonio u dio NDH kojega su bili okupirali Talijani, kada se saznalo da su Talijani odlučili vratiti te Židove u zonu pod kontrolom njemačkih zapovjedništava, i nadalje ostanu u talijanskoj okupacijskoj zoni, surađujući u tome s Vatikanom. Zahvaljujući toj intervenciji, holokaust su preživjeli i sama Esther Gitman i članovi njene obitelji.

### Stepinčevi dopisi Artukoviću i Paveliću

#### Dopis Andriji Artukoviću 23. travnja 1941
Dana 23. travnja 1941, kada je čuo da se i u NDH pripremaju rasni zakoni, Stepinac piše pismo ministru unutrašnjih poslova Andriji Artukoviću u kom upozorava na »dobre katolike koji su židovske rase i koji su iz uvjerenja konvertirali iz židovskog vjerozakona... Smatram da bi bilo potrebno da se kod donošenja potrebnih zakona uzme u obzir na takve konvertite.« (Krišto, 2, dok. br. 30, str. 222) Stepinac isprva ne protestira protiv rasnih zakona već navodi da su „potrebni”, ali traži da se iz njih izuzmu židovski konvertiti na katoličanstvo. I unatoč tome što je znao da se spremaju rasni zakoni, te da je već uništena sinagoga u Osijeku i u NDH uvedeno više diskriminatornih odredbi protiv Židova i Srba, Stepinac pet dana kasnije pozdravlja osnivanje NDH.

#### Dopis Andriji Artukoviću 22. svibnja 1941
Na dan donošenja odredbe da Židovi moraju nositi žutu traku sa znakom, 22. svibnja 1941, Stepinac ponovo piše Artukoviću. Žali se na »sve strože i strože odredbe koje pogađaju jednako i krive i nedužne«. Podupire međutim načelnu potrebu za odredbama za zaštitu Države od nenarodnih i protunarodnih elemenata: »Razumije se samo po sebi da će svatko odobriti nastojanje, da u jednoj narodnoj Državi vladaju sinovi toga naroda i da se uklone svi štetni utjecaji koji rastaču narodni organizam. Svatko će sigurno odobriti nastojanje da privreda bude u narodnim rukama, da se ne dopusti gomilanje kapitala kod nenarodnog i protunarodnog elementa, te da strani elemti ne odlučuju o Državi i narodu.«
Međutim, pri donošenju takvih odredbi moraju se poštovati norme čovječnosti i morala: »Da se pripadnicima drugih narodnosti ili drugih rasa oduzme svaka mogućnost egzistencije i da se na njih udari žig sramote, to je već pitanje čovječnosti i pitanje morala. A moralni zakoni vrijede ne samo za život pojedinaca nego i za državnu upravu.«
Kako su odredbe već bile donesene i nema realnih izgleda da budu povučene, Stepinac apelira na Artukovića da se njihovo djelovanje u provedbi ublaži. »Molim Vas, Gospodine Ministre, da izdate shodne naloge da se židovski i ostali slični zakoni (mjere protiv Srba idr.) provode tako, da se u svakom čovjeku poštuje ličnost i čovječje dostojanstvo. (…) Posebice Vas molim, Gospodine ministre, da imate obzira prema pokrštenim članovima židovske rase.« (Krišto, 2, dok. br. 30, str. 50–51)

#### Dopis Artukoviću od 30. svibnja 1941.
Malo kasnije, 30. svibnja 1941, Stepinac šalje još jedan opširan dopis Artukoviću, nastojeći zaštiti »katolike koji su na katolicizam prešli iz židovske vjeroispovijesti« i »neke druge važne interese katolicizma i katoličke Crkve«. Ne dovodeći u pitanje sam pojam "arijevstva" niti zakone uperene protiv židovske zajednice, »protiv koje se zajednice Hrvatski narod ovim zakonima želi obraniti«, kaže da bi u provedbi zakonskih odredbi o zaštiti arijevske krvi i časti hrvatskoga naroda trebalo voditi računa da se one ne primjenjuju u potpunosti, ili uopće ne, na katolike nearijevce.
Židovi koji su prihvatili katoličanstvo time su »posvjedočili, da se žele sasvim asimilirati s narodom u kome žive«. Stepinac se poziva na to da je »baš katolicizam bio onaj kohezioni i asimilatorni faktor koji je vezao pojedine dijelove našeg hrvatskog naroda u jednu cjelinu i koji je brojne strane elemente nacionalizirao«. Iako nisu arijevci, treba ih izdvojiti od židovske sredine »jer je njihov prelaz na kršćanstvo njih izvrgnuo preziru i ruglu (…) kao što je to od prvih vijekova kršćanstva do danas svagdje bilo u analognim slučajevima«. Njih treba zaštititi kao katolike, a također i zato što iskazuju »pozitivne arijske osobine«.

#### Dopis Anti Paveliću 21. srpnja 1941.
Povodom slanja Srba i Židova u logore Stepinac je poslao dopis poglavniku Anti Paveliću 21. srpnja 1941. Načelno ne dovodi u pitanje slanje u logore, ali apelira na humani postupak pri transportu, te da se logorašima osigura dovoljno hrane, liječnička pomoć i mogućnost kontakata s obitelji. Jedino se za katolike konvertite (tj. Židove koji su prešli na katoličanstvo) te za starce, nemoćnike, bolesnike i djecu zalaže da budu pošteđeni deportacije. Kada se konvertiti ipak smještaju u logore, moli da budu odjeljeni od Židova Mojsijeve vjeroispovjesti.
Taj je dopis u historiografiji, publicistici i propagandi izazvao brojne kontroverze. Oni koji Stepinca osuđuju, navode ga kao dokaz licemjerja, s obzirom na to da samu ideju „sabirnih” logora ne dovodi u pitanje, te imajući u vidu masovne likvidacije koje su u to doba već u tijeku. No moguće ga je shvatiti i kao dokaz istinske brige i pokušaja da se u danim okolnostima, gdje Crkva nema stvarnog utjecaja, barem malo ublaže ljudske patnje, uz laskanje onome tko ima vlast: »Pripominjem odmah, da sam uvjeren, da se ove pojave dešavaju bez Vašega znanja, a da će se jedva tko naći, koji će imati smjelosti, da Vas na njih upozori.«
»Čujem s više strana da se tu i tamo nečovječno i okrutno postupa s nearijevcima prigodom deportiranja u sabirne logore, a i u samim tim logorima; štoviše, da od takva postupka nijesu izuzeta ni djeca, ni starci, ni bolesnici. Znadem da među tima, koji se deportiraju, imade u novije vrijeme i katolika konvertita, pa mi je to više dužnost da se za njih zauzmem. (…) odnosne mjere, koje se u tom smjeru provode, mogle bi se provoditi, a da postignu potpuni učinak, na humaniji i obzirniji način tako da se u čovjeku zaista gleda čovjeka i sliku Božju. (…) Slobodan sam da spomenem i neke pojedinačne stvari u smjeru ublažavanja postupka: a) da se upućivanje u logore vrši na taj način da im bude omogućeno da spreme najnužnije stvari, da mogu urediti svoje najhitnije obveze i prema obitelji i prema službi, b) da se otpremanje ne vrši u prenatrpanim plombiranim vagonima, naročito ne na udaljena mjesta, c) da se interniranima daje dovoljna hrana, d) da se bolesnima omogući liječnička njega, e) da se dozvoli otpremanje najnužnije hrane i omogući dopisivanje s obitelji.« (Krišto 2, dokument br. 64, str. 77–78)
U svojim propovijedima i govorima, kao i u nekim kasnijim službenim dopisima, Stepinac nastupa šire i oštrije, zauzimajući se za sve žrtve progona. Tako u pismu Artukoviću od 7. ožujka 1942. moli da se spriječi »svako nepravedno postupanje protiv građana, kojima se individualno ne može ništa kažnjivo predbaciti«.

## Predstavnik Svete Stolice u NDH
Za Židove u NDH zauzimali su se i predstavnik Sv. Stolice u Hrvatskoj Giuseppe Ramiro Marcone i njegov tajnik don Giuseppe Massuci. Marcone je u srpnju 1942. razgovarao s Eugenom Kvaternikom. U dopisu Svetoj stolici od 17. srpnja 1942. piše da je »njemačka vlada naložila gore navedenom (Kvaterniku) da u razdoblju od šest mjeseci svi Židovi koji borave u hrvatskoj državi moraju biti prebačeni u Njemačku, gdje su, po onome što mi je iznio sam Kvaternik, u posljednje vrijeme ubijena dva milijuna Židova.« (Krišto 3, cit. na str. 290–291) To je, izgleda, bio prvi put, da Sv. Stolica čuje za provođenje „konačnog rješenja” u Njemačkoj.

## Propovijedi protiv rasizma
Velik odjek imala je propovijed koju je Stepinac održao na blagdan Krista Kralja, 25. listopada 1942. Odlučno se usprotivio teoriji o superiornim i inferiornim rasama i narodima, te praksi koja se iz te teorije izvodi.
»Prva stvar koju tvrdimo jest, da su svi narod bez iznimke pred Bogom ništica. (…) Drugo što tvrdimo jest, da svi narodi i rase potječu od Boga. Stvarno postoji samo jedna rasa, a to je Božja rasa. (…) Treće što tvrdimo, svaki narod i svaka rasa, kako se danas odrazuju na zemlji, imade pravo na život dostojan čovjeka i na postupak dostojan čovjeka.« Stepinac spominje da je Crkva dizala glas protiv boljševika, masona, pa i »plaćene nearijske štampe«, a zatim se vraća na osnovnu temu: »Nitko nema pravo da na svoju ruku ubija ili na koji mu drago način oštećuje pripadnike druge rase ili narodnosti. To može samo zakonita vlast, ako je nekome dokazana krivica, radi koje zaslužuje kaznu.« Osim rase, on spominje i "narode", imajući nedvosmisleno u vidu progone Srba. (Krišto 2, dokument br. 216, str. 224–225) Francuski konzul (višijevskog režima) preveo je propovijed na francuski i poslao je svojoj vladi, pa je tako očuvana u francuskom arhivu.
Jednako odlučno nastupio je i u propovijedi od 14. ožujka 1943. Nasuprot rasističkim teorijama i postupcima, ističe dostojanstvo svake ljudske osobe i neotuđiva ljudska prava koja se iz toga izvode. »Svaki čovjek, bez obzira kojoj rasi ili naciji pripadao, bez obzira, da li je svršio sveučilište u kojem kulturnom središtu Europe ili ide u lov za hranom u prašumama Afrike, svaki od njih jednako nosi u sebi pečat Boga Stvoritelja i imade svoja neotuđiva prava, kojih mu ne smije oteti ili ograničiti samovoljno nijedna ljudska vlast.« (cit. str. 304)
U svojoj propovijedi u Zagrebačkoj katedrali od 31. listopada 1943. god., blaženi Alojzija Stepinca je rekao:
»Odgovorit ćemo konačno i onima koji nas optužuju da smo pristaše rasizma, jer kao što vidite, katolička Crkva je u nečijim glavama za sve kriva. Mi smo svoje stanovište prema rasizmu definirali otkad rasizam postoji, a ne možda danas. A to stanovište je kratko i jasno. Katolička Crkva ne pozna rasa koje gospoduju i rasa koje robuju. Katolička Crkva pozna samo rase i narode kao tvorevine Božje, a ako koga više cijeni, to je onaj koji ima plemenitije srce, a ne jaču pesnicu. Za nju je čovjek jednako Crnac iz centralne Afrike, kao i Europejac. Za nju je kralj u kraljevskoj palači jednako kao i zadnji siromah i Ciganin pod šatorom. Ona među njima ne pozna bitne razlike kao čovjeka. Jedan i drugi imaju neumrlu dušu, jedan i drugi su istog kraljevskog podrijetla, vukući svoju lozu od Boga Stvoritelja. To je rasna nauka Katoličke Crkve, a sve drugo su obične podmetanja, za koju vrijedi riječ: „u laži su kratke noge”! Katolička Crkva ne može priznati, da bilo koja rasa ili narod, zato što je brojčano jači ili bolje oboružan, smije počinjati nasilja nad brojčano slabijim ili manjim narodom.«

## Posebna zauzimanja za Židove
Dana 8. svibnja 1943. Stepinac podržava molbu Židovske bogoštovne općine u Zagrebu da joj se dozvoli rad za one koji su još ostali na slobodi. Stepinac i predstavnik (vizitator) Svete Stolice opat Giuseppe Ramiro Marcone zauzimali su se za Židove katolike (konvertite), ali bezuspješno: svi su u svibnju 1943. uhićeni i odvedeni u Njemačku. Ostali su samo oni u miješanim brakovima. (Krišto, str. 310)
Stepinčevim zauzimanjem spašeni su starci i starice koji su boravili u Židovskom umirovljeničkom domu Lavoslav Schwarz. Dana 8. prosinca 1943. sve štićenike doma Stepinac je iselio na crkveno imanje u Brezovici, gdje je nadogradio još jednu prostoriju i uzdržavao dom do kraja rata. (Krišto, str. 313) Slavko Goldstein iznio je da su švicarski Židovi slali novac za njihovo uzdržavanje, ali i on odaje priznanje Stepincu za taj postupak.
Marko Danon svjedoči da je njegov otac preživio Drugi svjetski rat nakon što ga je Alojzije Stepinac kao Židova odmah po početku rata bio sklonio u kuriju Rauch u Pušći gdje je uspio preživjeti do kraja rata. Ruth Dajč svjedoči da je nju kao Židovku Alojzije Stepinac smjestio kod časnih sestara u samostanu sv. Terezije u Zagrebu, gdje su bile sklonjene i druge židovske djevojke.
U Bolnici Sestara milosrdnica u Zagrebu su po nalogu nadbiskupa A. Stepinca smještani brojni Židovi radi tobožnjeg liječenja, te su neki ondje radi sklanjanja od progona proveli i po tri godine. U KBC-u Sestre milosrdnice 10. srpnja 2019. otkrivena je spomen-ploča svim liječnicima i djelatnicima koji su sudjelovali u spašavanju Židova tijekom rata. Od 1940. do 1945. godine Bogoljuba Jazvo obnašala je dužnost upraviteljice Bolnice Sestara milosrdnica. Tijekom tog razdoblja, u suradnji s Alojzijem Stepincem i Židovskom općinom Zagreb, organiziran je sustav spašavanja židovskog stanovništva kroz bolnički sustav. Omogućavala je Židovima sklonište u bolnici pod krinkom liječenja. Zagrebačka nadbiskupija preuzela je financiranje bolničkih troškova za skrivane osobe. Medicinska dokumentacija iz državnih arhiva potvrđuje da je do 1943. godine više od tristo pacijenata židovskog podrijetla bilo „liječeno” u bolnici.
Izraelsko-američka povjesničarka Esther Gitman je, nakon što je 2006. – 2007. kao znanstveni suradnik pri United States Holocaust Memorial Museum provodila istraživanje o spašavanju Židova u NDH 1941. – 1945. godine, o ulozi Alojzija Stepinca u spašavanju Židova tijekom rata napisala i 2019. god. objavila knjigu, uz najviše ocjene njegovog zalaganja za Židove.
Erna Fuchs i njen maloljetni sin Milivoj (kasniji izraelski policijski general Dan Baram) bili su u Zagrebu zatvoreni čekajući deportaciju u logor. Nadbiskup Alojzije Stepinac je isposlovao da im se izdaju dokumenti s lažnim imenima i da budu pušteni iz utamničenja. Potom ih je A. Stepinac najprije sakrio u rafineriji Olex u Svetoj Klari, a potom kod župnika u Šćitarjevu vlč. Dragutina Jesiha, u čijem se podrumu krilo i više drugih Židova. U studenom 1944. godine su seljani dotrčali da upozore sakrivene Židove da bježe jer su ustaše doznali gdje se kriju. Fuchsovi su uspjeli pobjeći i ponovo se sakriti u rafineriji Olex, Međutim je župnik Jesih nakon toga nestao i ubrzo je pronađen izboden noževima.

## Biskupska konferencija
Hrvatska biskupska konferencija (tada zvana Hrvatski Katolički Episkopat), sa svoje prve konferencije od uspostave NDH, izdala je 18. studenoga 1941. godine Rezoluciju kojom traže da se antižidovske mjere ne primjenjuju na Židove koji su prešli u Katoličku crkvu. (Krišto, str. 281–282)
Je li to bila preblaga reakcija, s obzirom na to da je genocid Židova tada već bio u tijeku s masovnim mučenjima i likvidacijama? Biskupi su o tome bili obavješteni: neposredno prije te konferencije Stepinac je od jednog bjegunca iz logora Jasenovac čuo o strahotama koje se u Jasenovcu događaju. Rasplakao se i njegov iskaz umnožio je i podjelio biskupima. Ali su, smatra Krišto, i on i drugi znali da nište ne mogu učiniti, pa zato o tome ništa javno ni ne govore.

## Ocjena Stepinčevog i Crkvenog djelovanja
Nažalost, gore navedeni napori imali su tek ograničeni uspjeh. Nekoliko stotina Židova s područja NDH preživjelo je rat zahvaljujući zalaganjima Stepinca, drugih hrvatskih svećenika te predstavnika Svete Stolice.
Može se dobiti utisak da su istupi i akcije Alojzija Stepinca, Hrvatske biskupske konferencije i Svete Stolice bili premlaki, manjkavi i ograničeni. Protiv toga može se iznijeti da su oni, svjesni situacije, pokušavali postići ono što je realno moguće.
Stepinac je otvoreno i odlučno osudio rasističku teoriju i šovinističku ideologiju, te na njima zasnovane progone kako Židova, tako i Srba. Crkva je imala svoja ograničenja, predrasude i interese, ali sa zločinima genocida koje su počinili nacisti i ustaše ona se ne može povezati.

### „Pravednik među narodima”
Dvaput je bio podnesen prijedlog izraelskom memorijalnom centru holokausta Yad Vashem da se Stepincu za njegove zasluge u spašavanju Židova dodijeli priznanje Pravednik među narodima. Prvi put je godine 1970. prijedlog podnio Amiel Shomrony, koji je 1941. – 1943. bio tajnik zagrebačkog nadrabina Miroslava Šaloma Freibergera i osobno je bio glasnik između dvojice vjerskih vođa.
Drugi put prijedlog podnosi 1994. zajedno s Igorom Primorcem. Prijedlog je oba puta odbijen. Pritom nije nijekana činjenica da je pomagao Židovima, nego je osporeno da je to činio dovodeći u opasnost vlastiti život, što je jedan od uvjeta za dodjelu naslova pravednika među narodima.
Među svjedočanstvima u Yad Vashemu došlo je svjedočanstvo policijskog generala Dana Barama.

## Vanjske poveznice
- [neaktivna poveznica], Hrvatsko katoličko sveučilište, 2019.